# Господарський поїзд
Господа́рський по́їзд — рухоме залізничне підрозділ, який виконує на  станціях та  перегонах роботи, пов'язані з поточним утриманням та  ремонтом колії, штучних споруд, пристроїв  зв'язку, централізації і блокування, електропостачання.

## Застосування
Згідно з  ПТЕ господарський поїзд відноситься до категорії чергових поїздів. Це враховується при складанні  графіка руху поїздів для організації залізничного руху.
Для прискорення робіт в деяких випадках об'єднують кілька господарських поїздів, що відправляються на один перегін і повертаються назад. Застосування господарських поїздів дозволяє механізувати колійні роботи.

## Робочий поїзд

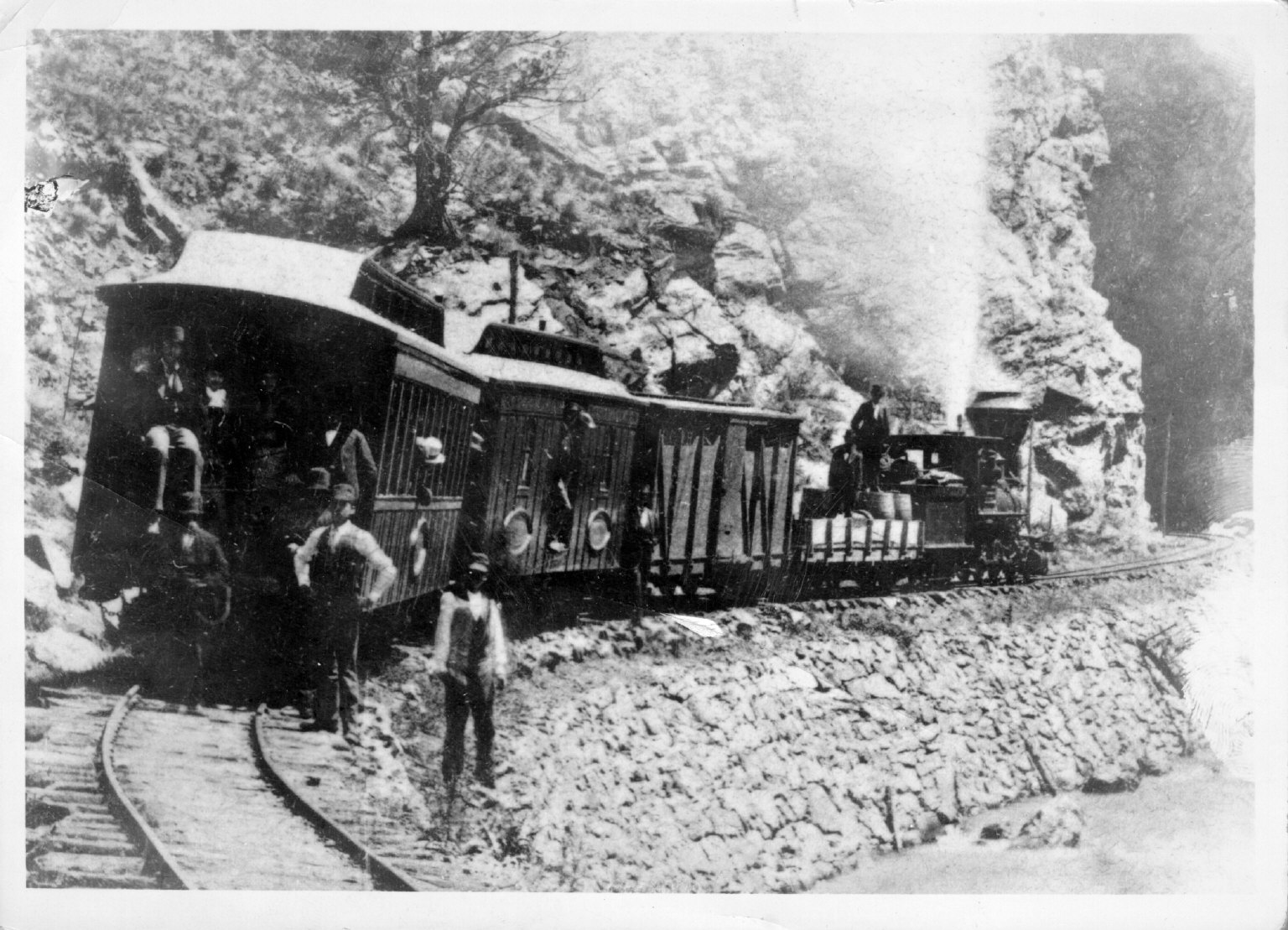
Робочий поїзд. 1880

Одним з видів господарського поїзда є робочий поїзд, який доставляє будівельні матеріали та робітників для виконання робіт на споруджуваних станціях,  мостах та  тунелях.